# سنورت
سنورت (بالإنجليزية:  Snort)‏ هو :نظام كشف تسلل ومنع اختراق شبكات حر ومفتوح المصدر.